# Acanthochelys pallidipectoris
Acanthochelys pallidipectoris је врста корњаче из фамилије Chelidae. 

## Угроженост
Ова врста се сматра рањивом у погледу угрожености врсте од изумирања.

## Распрострањење
Ареал врсте је ограничен на мањи број држава. 
Присутна је у следећим државама: Аргентина и Парагвај. Присуство у Боливији је непотврђено.

## Станиште
Станиште врсте су слатководна подручја. 